# Лупинин яр
Лупинин яр — заповідне урочище місцевого значення. Об'єкт розташований на території Черкаського району Черкаської області, східна околиця села Кононча між Лупининим і Сидоровим ярами.
Площа — 3 га, статус отриманий у 1979 році.

## Галерея

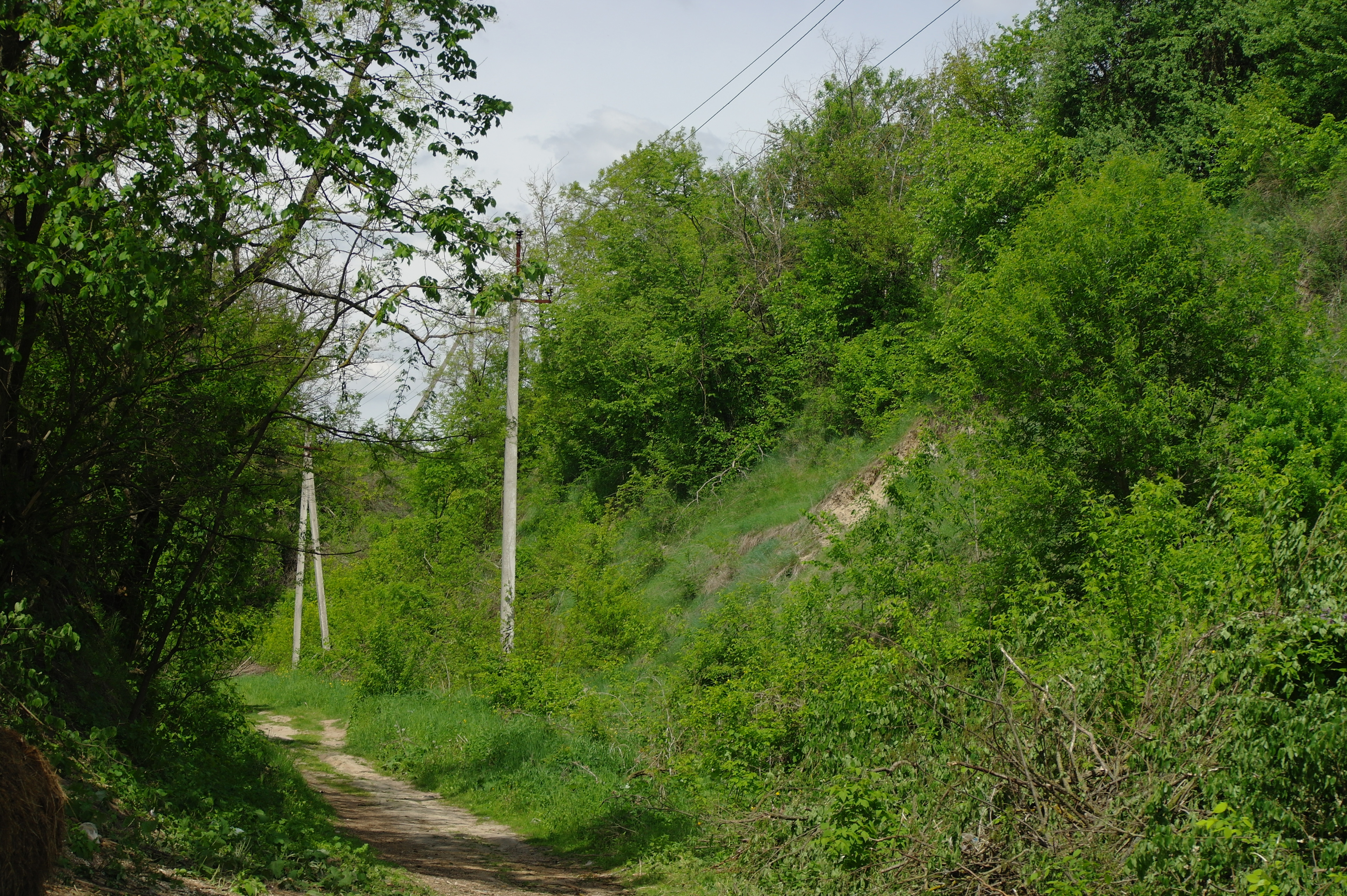
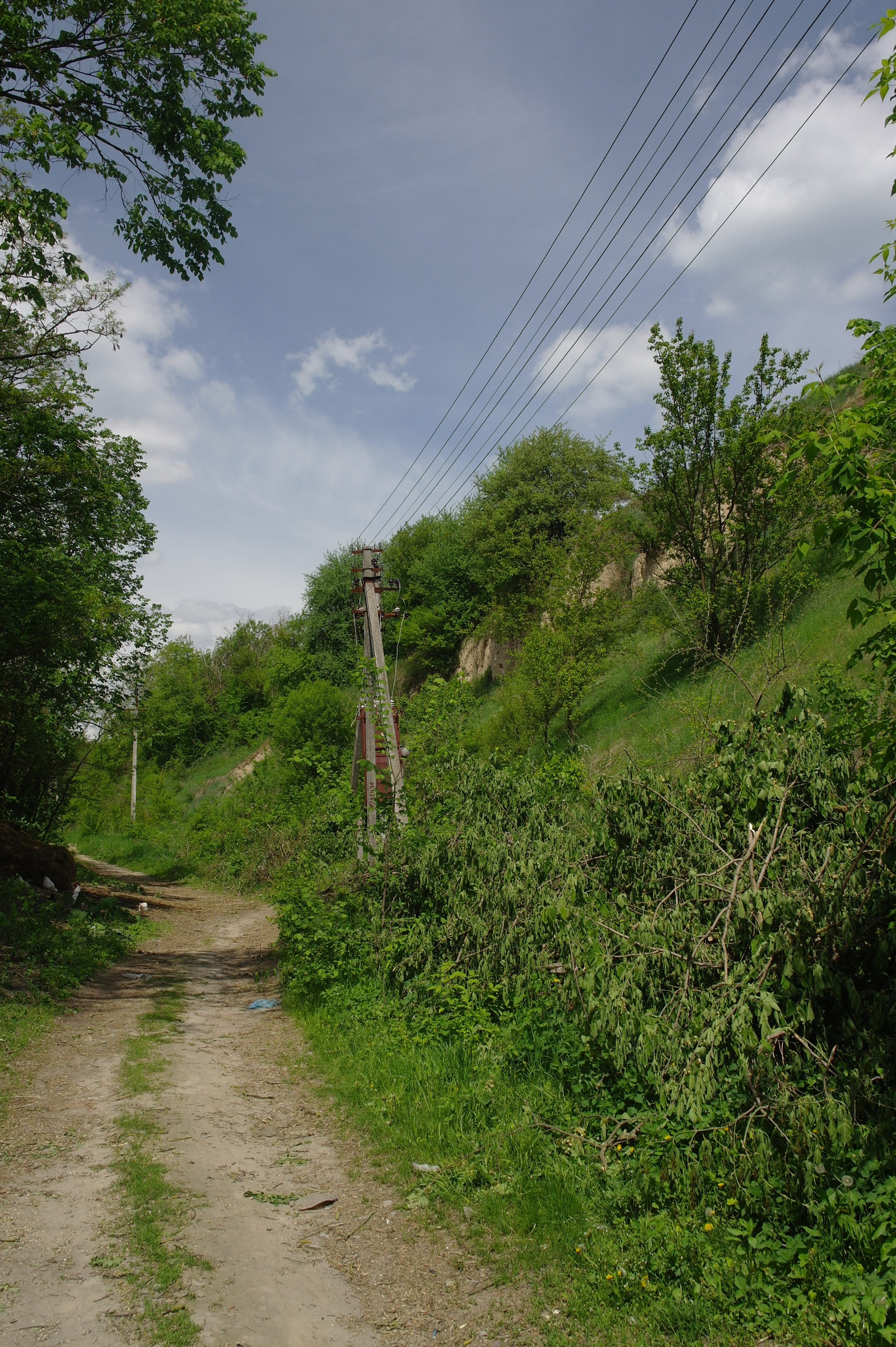